# Peter Dumont Vroom
Peter Dumont Vroom (12 de dezembro de 1791 - 18 de novembro de 1873) foi um político estado-unidense do Partido Democrata, que serviu como o 9 º governador de Nova Jérsei (servindo durante dois mandatos no cargo, de 1829-1832 e 1833-1836) e como membro da Câmara dos Representantes dos Estados Unidos em um único mandato, 1839-1841.